# Мы остаёмся верными
Петиционный комитет «Мы остаёмся верными», или Петиционный комитет «Мы останемся верными» (чеш. Petiční výbor Věrni zůstaneme, PVVZ; полное название — Мы останемся верными наследию президента Масарика, чеш. Odkazu prezidenta Masaryka věrni zůstaneme) — антинацистская группа Чехословацкого движения Сопротивления, основанная после оккупации Чехословакии нацистской Германией и создания Протектората Богемии и Моравии и действовавшая на территории Протектората до 1942 года.

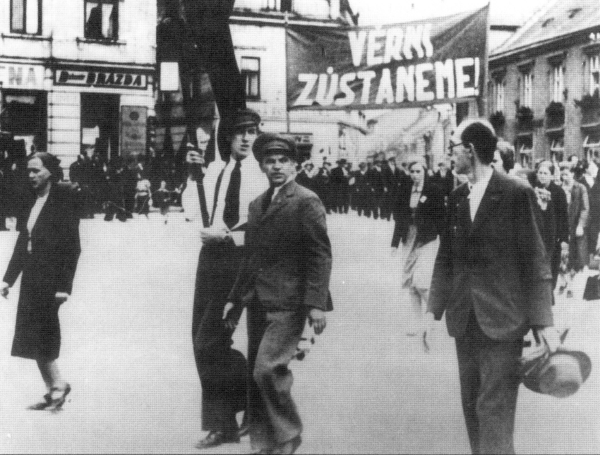
Манефистация в Кромержиже, 1938 год.

Группа состояла в основном из некоммунистических левых интеллектуалов, масонов, представительниц Национального совета женщин Чехословакии, профсоюзов работников почты и железных дорог. В подполье группа была скорее известна как «Национально-революционный комитет». Его члены участвовали в работе комитета по сбору подписей «за защиту республики от Гитлера».

## История

### Основание
Основанию петиционного комитета предшествовала публикация, в 1938 году группой левых интеллектуалов, манифеста «Мы останемся верными». Манифест был опубликован 15 мая 1938 года в прессе как реакция на аншлюс Австрии и был направлен на мобилизацию общественности против немецкой агрессии. Манифест призывал преодолеть все политические, сословные и классовые различия и объединиться в вере за демократию и свободу. Петиция, выпущенная комитетом в мае 1938 года, была подписана рядом известных персон, среди них был приматор Праги Петр Зенкл, политик Милада Горакова, журналист Фердинанд Пероутка, Эдуард Басс и Карел Чапек. Председатель петиционного комитета Ян Белеградек уже в конце мая заявил, что их петиция собрала более миллиона подписей.
С самого начала формирования комитета участвовали члены ряда общественных и профессиональных организаций, например: легионерского журнала «Чин», Центральная ассоциация чехословацких профессоров или представители железнодорожных и почтовых союзов, организация YMCA или представители Евангелической церкви. Комитет задумывался как надпартийная организация, и в его состав входили представители ряда политических партий. Однако с самого начала в его руководстве играло роль общественное крыло Чехословацкой социал-демократии, объединившееся вокруг Рабочей академии, структурой которой члены широко пользовались даже после ухода в подполье.
Во время Судетского кризиса в сентябре 1938 года, комитет выступил в защиту республики и начал свою деятельность после принятия Мюнхенского соглашения. В декабре 1938 года, комитет стал выступать против правительства Рудольфа Берана и Партии национального единства, которые активно участвовали в демонтаже институтов либеральной демократии Первой республики и постепенно трансформировали Вторую республику в авторитарное государство. Высшие представители комитета также намеревались создать новую оппозиционную политическую партию левой направленности, поскольку для них оппозиционная Национальная партия труда была слишком лояльна к правящему режиму. Комитет также готовился уйти в подполье, после того, как нанял курьеров для связи с Эдвардом Бенешем, уехавшим в изгнание после Мюнхенского соглашения. Он предвидел оккупацию остальной части республики и необходимость создания организации сопротивления. 

### Деятельность
После оккупации Чехословакии нацистской Германией и провозглашения Протектората Богемии и Моравии, комитет стал осуществлять разведывательную деятельность, направленную на сбор информации для сопротивления заграницей и союзных армий, обеспечивала незаконные переправы за границу, распространяла нелегальную печатную продукцию, а также развивала диверсионную деятельность. Комитет использовал аппарат Рабочей академии, включая десятки ее филиалов, для формирования структуры управления сетью. Руководство комитета состояло из двух комиссий: организационной и политической. В состав организационного комитета входили: финансист и адвокат Карел Бонды, дивизионный генерал Ярослав Чихак, высокопоставленный офицер Чехословацкой армии Йосеф Пешек и другие. На его заседаниях этой комиссии также присутствовали представители «Защиты нации» штабной капитан Вацлав Велинский и майор Ярослав Гайичек. Политическая комиссия концептуально управляла комитетом. Комиссия представила политическую программную платформу, в которой недвусмысленно поддержала Эдварда Бенеша, как единственного лидера сопротивления заграницей. Структура (как вертикальную, так и горизонтальную) комитет формировал ещё в августе 1939 года. В своей структуре он объединил относительно независимые группы (например, железнодорожников, почтальонов, учителей, а также YMCA или Женский национальный совет). Во многих случаях имело место также очень тесное переплетение со структурами «Защиты нации», что привело к идеологическому сближению обоих сегментов движения сопротивления.
Комитет сформировал «координационный центр», в котором должны были представлены представители важнейших профессий и должностей, в том числе представители церквей. В мае 1940 года руководство комитета, совместно с «Защитой нации» и Политическим штабом приняло участие в создании Центрального командования сопротивления на родине. Поскольку зимой 1939 года и на рубеже 1940 года, гестапо арестовало несколько тысяч членов командования «Защиты нации», а Политический штаб был расформирован, комитет стал важнейшим компонентом Центрального командования сопротивления на родине. Он передавал сообщения для правительства в изгнании в Лондоне, используя радиостанции Спарта. 

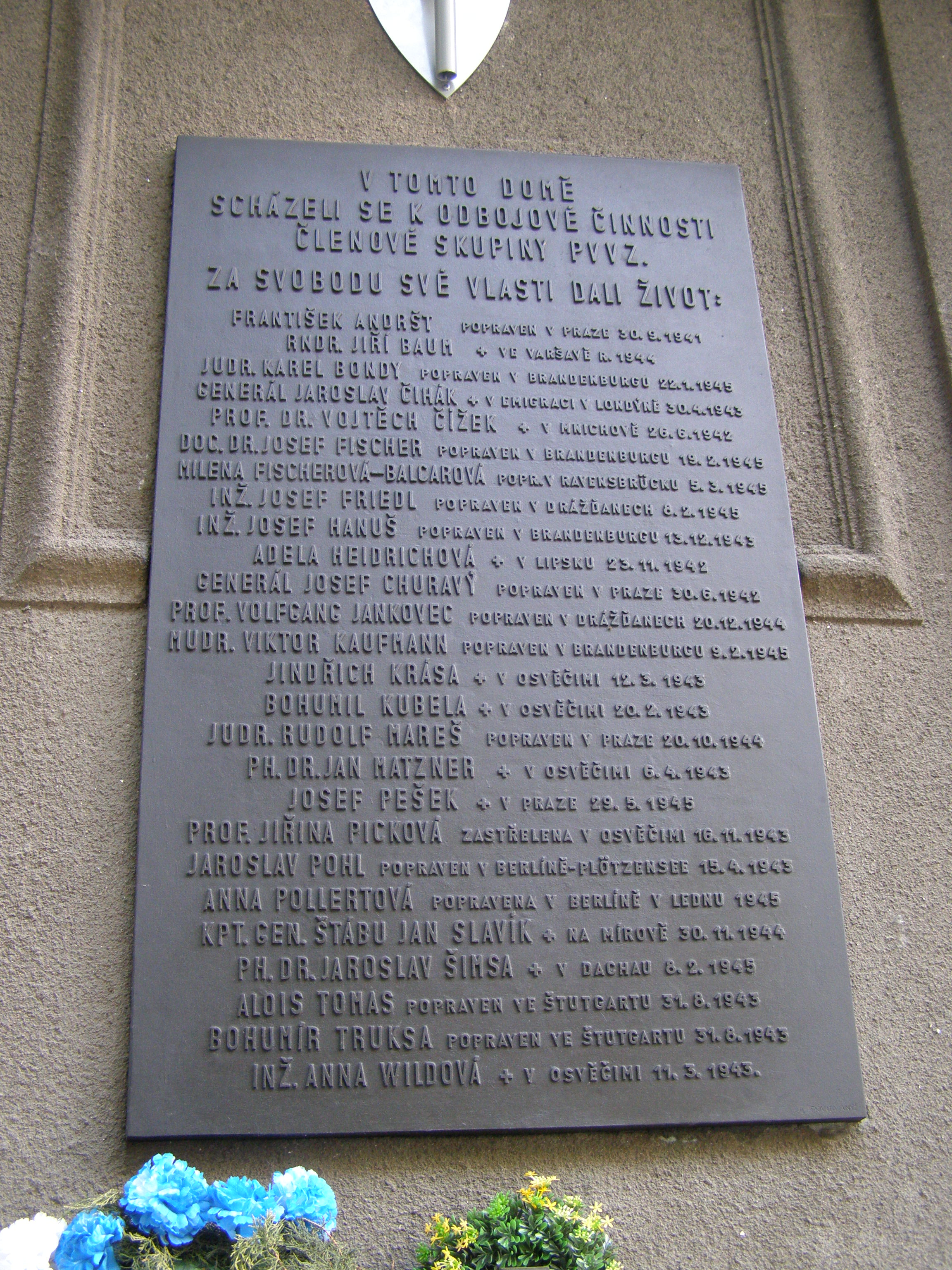
Памятная доска посвященная деятелям комитета

### Ликвидация
Комитет избегал крупных арестов до осени 1941 года, когда возникли подозрения, что гестапо специально так долго выжидало, чтобы досконально расследовать и изучить всю организацию и ликвидировать её одним ударом. Остатки комитета организованные Владимиром Краиной, который передавал полученную информацию группе «Silver А» для радиостанции «Либуше». После покушения на Гейдриха, немецкие оккупационные власти уничтожили организацию.